# Harina P.A.N.
Harina P.A.N. es una marca venezolana de harina de maíz precocida, destinada principalmente a la preparación de arepas y otros platos típicos del país tales como la hallaca o la empanada. Las siglas P.A.N. correspondían originalmente a Productos Alimenticios Nacionales.Hoy en día, se usa el nombre «Harina Pan» para designar a este tipo de harina de maíz sin importar su marca debido al fenómeno de marca vulgarizada.

## Origen
El 4 de junio de 1954, la Dirección de Comercio de la Propiedad Industrial y Comercial del Ministerio de Fomento de la entonces llamada República de Venezuela, concedió al ingeniero creador de la formula de harina precocida Luis Caballero Mejías la patente 5176, titulada: «Harina de Masa de Maíz» o «Masa de Maíz Deshidratada», a partir de los experimentos que había realizado para industrializar la producción de la masa de maíz. Hasta entonces, esta masa era producida mediante el machacado de granos de maíz en un «pilón», una especie de mortero y mazo, ambos de gran tamaño y hechos de madera y su posterior molido. A este proceso, se le llama pilado.
Al concedérsele la patente, Caballero Mejías registró la empresa La Arepera Compañía Anónima, a través de la cual sería realizada la fabricación y comercialización del nuevo producto. Sin embargo, el invento no logró comercializarse debido a factores políticos y económicos, además de un problema de salud que aquejaba a Caballero Mejías.
Posteriormente, Caballero Mejías pidió a su esposa Patria Pereira Álvarez que buscara al empresario venezolano Lorenzo Mendoza, propietario de  la Cervecería Polar y la refinadora de maíz Remavenca, para que le vendiera la patente por la suma de 275.000 Bolívares de la época. Luis Caballero Mejías falleció el 12 de octubre de 1959.
Luego de adquirir la patente, en 1960, la Junta Directiva de las empresas que ahora conforman el conglomerado Empresas Polar aprobó la ampliación de la planta de Remavenca, ubicada en la población de Turmero, estado Aragua para instalar las maquinarias necesarias para la fabricación de harina de maíz precocida. Algo más de un año tardó Remavenca para perfeccionar el procedimiento ideado por Luis Caballero Mejías, hasta conseguir el producto final. Es así que el 10 de diciembre de 1960 fue presentada al mercado venezolano la Harina P.A.N. cuyo empaque con una figura femenina inspirada en la cantante portuguesa Carmen Miranda, fue creado por el búlgaro Marko Markoff, tal como este afirmó al periodista Gil Molina en su entrevista para el libro "Identidad Venezuela en 1000 Rostros", donde además se habla por primera vez de este creador del emblemático empaque. La sigla de la marca comercial se refería inicialmente a Productos Alimenticios Nacionales, como fue nombrada la empresa de Mendoza Fleury con la que comenzó a incursionar en la industria agroalimentaria. El producto, gracias a una adecuada promoción, se hizo popular hasta tal punto que cuando la patente dejó de ser exclusiva de Productos Alimenticios Nacionales y otras empresas fabricaron harina de maíz precocida, popularmente el producto fue conocido simplemente como «Harina Pan» debido al fenómeno de marca vulgarizada.
Años después, con el surgimiento de Empresas Polar, sus voceros afirmaron que el desarrollo del producto había sido idea del Maestro Cervecero checoslovaco Carlos Roubicek, uno de los primeros empleados de la Cervecería Polar y de Juan Lorenzo Mendoza Quintero, hijo de Lorenzo Mendoza Fleury, aprovechando las instalaciones de la refinadora Remavenca y de las hojuelas de maíz que en dicha planta se fabricaban para mejorar el sabor de la cerveza producida por el grupo empresarial. De hecho, Empresas Polar no acredita a Luis Caballero Mejías, por el desarrollo del proceso que sirvió para la producción de harina de maíz.
El nombre de la marca Harina P.A.N. fue idea del presidente de la Empresa Carlos Eduardo Stolk Mendoza quien coloca el acrónimo P.A.N. por «Producto Alimenticio Nacional».
En su día de lanzamiento fueron vendidos 5280 kilos del producto. En su primera campaña publicitaria, la empresa utilizó el lema: «Se acabó la piladera», debido a la dificultad que presentaba hacer arepas del modo convencional que implicaba la limpieza, pilado, cocción, molienda y amasado del maíz. La primera persona en realizar una publicidad para Harina P.A.N., como comentó también al periodista Gil Molina en una entrevista para el libro Identidad Venezuela en 1000 Rostro, fue la fallecida presentadora y pionera de la televisión venezolana Cecilia Martínez, quien explicó que siendo prima del señor Mendoza Fleury, este le pide ayuda para promocionar en su programa en vivo el recién creado producto, y dos meses después, América Alonso, la actriz de origen yugoslavo, residenciada en Venezuela, realiza la primera campaña para televisión del nuevo producto.

## Patente
Mientras estuviese vigente la patente concedida a Luis Caballero Mejías, ninguna otra empresa podía elaborar harina de maíz precocida a menos que Empresas Polar le otorgara el permiso correspondiente. La patente venció en 1974 y por tanto, ya no puede ser vendida. Sin embargo, otras empresas también pudieron implementar el proceso industrial, por lo que surgieron otras marcas como "Harina Juana" (Molinos Nacionales, C.A. MONACA ), "Demasa" (DEMASECA), "Lucharepa" (Alimentos La Lucha) y "Doña Emilia" (Asociación de Productores Rurales del Estado Portuguesa), entre otras.

## Evolución
En 1983 los resultados de la investigación del IVIC sobre las anemias nutricionales, la deficiencia de hierro y cómo la combinación de ciertas vitaminas ayudan a la mejor absorción de hierro condujeron a fortalecer las harinas precocidas en estos nutrientes para asegurar y paliar las deficiencias de hierro en la población venezolana. Esos resultados fueron aplicados con gran éxito por Empresas Polar en la Harina PAN lo cual fue replicado por varias de las productoras de ese tipo de harina de maíz en el país. El trabajo liderado por Miguel Layrisse es una de las publicaciones del IVIC más citadas internacionalmente.
El 4 de noviembre de 1996, Empresas Polar formalizó en Colombia una alianza estratégica con la empresa Productos del Maíz (Promasa), adquiriendo un paquete de acciones y aumentando el capital de la firma local, manteniéndose la comercialización de las marcas Promasa y Harina P.A.N. en el territorio colombiano.

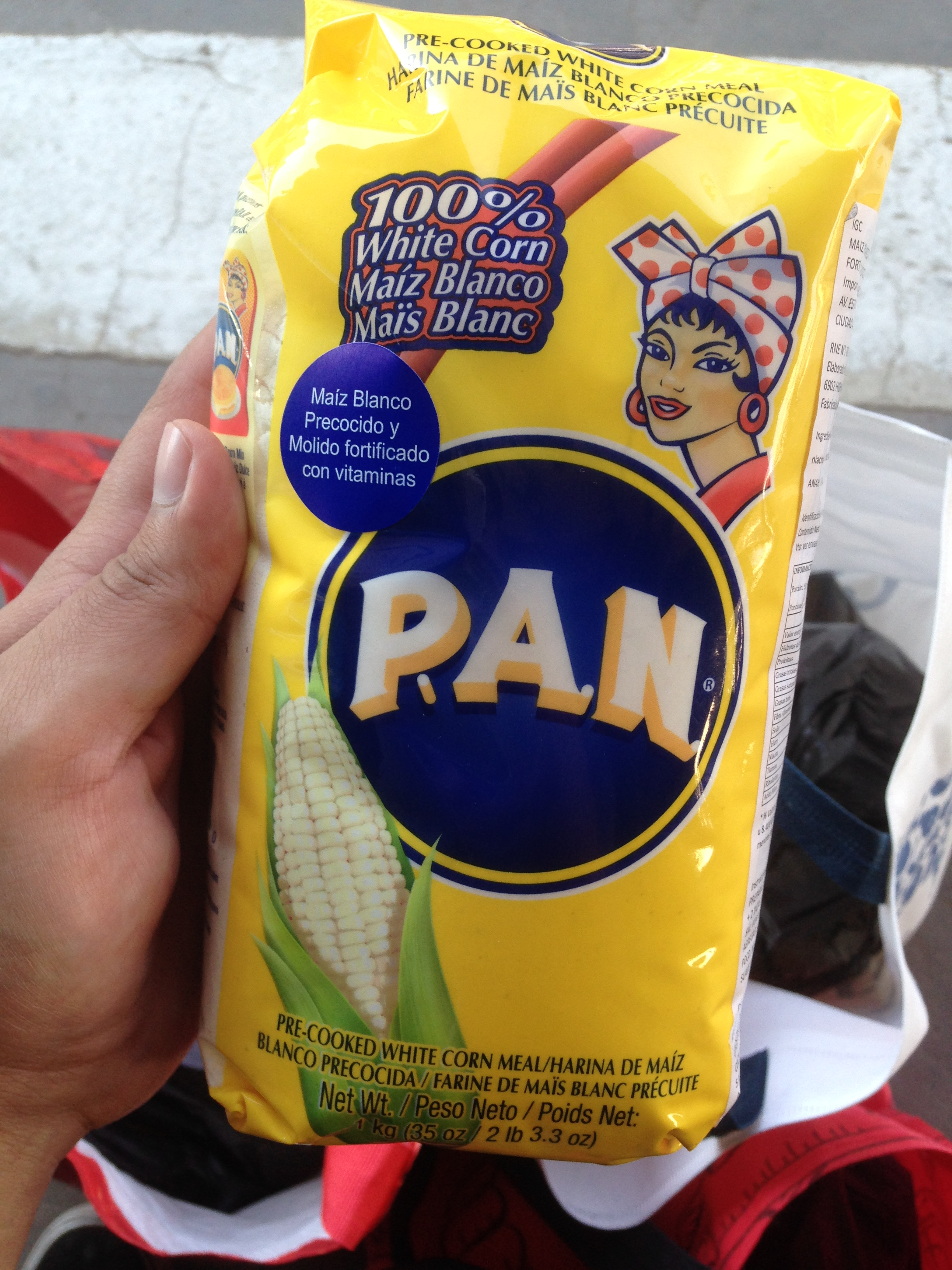
Paquete de harina P.A.N. de fabricación estadounidense comercializada en Argentina.

En 2002, cambia el empaque de papel a Polipropileno Biorientado. A partir del año siguiente, Empresas Polar lanza bajo su marca registrada una línea de mezclas de harina de maíz integrada por la «Mezcla Extrasuave Blanca», a base de harinas de maíz y arroz y la «Mezcla Integral» con harinas de maíz y avena junto con afrecho de maíz.
A esta línea es añadida en 2009, la «Mezcla para freír», consistente en una mezcla de harinas de trigo y de maíz amarillo y blanco.
En noviembre de 2014, se comenzó la producción de la harina en Greenville, Texas, mediante la empresa International Grains & Cereal, LLC bajo licencia de Alimentos Polar International. Inc. filial de Empresas Polar, para surtir a la comunidad hispana de Estados Unidos y también para exportar el producto a diversos mercados.
El 6 de febrero de 2015, el gobierno venezolano emitió la Resolución N° 003-15 dentro del número extraordinario 6170 de la Gaceta Oficial que prohibió la fabricación y comercialización de harinas mejoradas o mezcladas, ante la evidencia de que estas harinas especiales eran producidas en mayor cantidad que la harina básica de maíz rubro sometido a regulación de precios desde hace varios años por formar parte de la canasta básica de alimentos en Venezuela. Sin embargo en el caso de las harinas mejoradas o mezcladas de maíz la SUNDDE autorizó nuevamente la producción y venta a un precio sin regulación mediante la Providencia Administrativa 079/2015 del 6 de noviembre de 2015, medida que continúa vigente.
En la actualidad, el producto es comercializado en diversos puntos del planeta, principalmente en países donde hay grandes comunidades de venezolanos y colombianos, tales como República Dominicana, Colombia, Ecuador, Perú, Argentina, Chile, Panamá, Costa Rica, México, Estados Unidos, Canadá, Portugal, España, Francia,  e Italia, e igualmente también es distribuido en otras naciones donde la harina de maíz precocida es un alimento consumido generalmente como en Guatemala, Kenia y Emiratos Árabes Unidos.

### Escasez

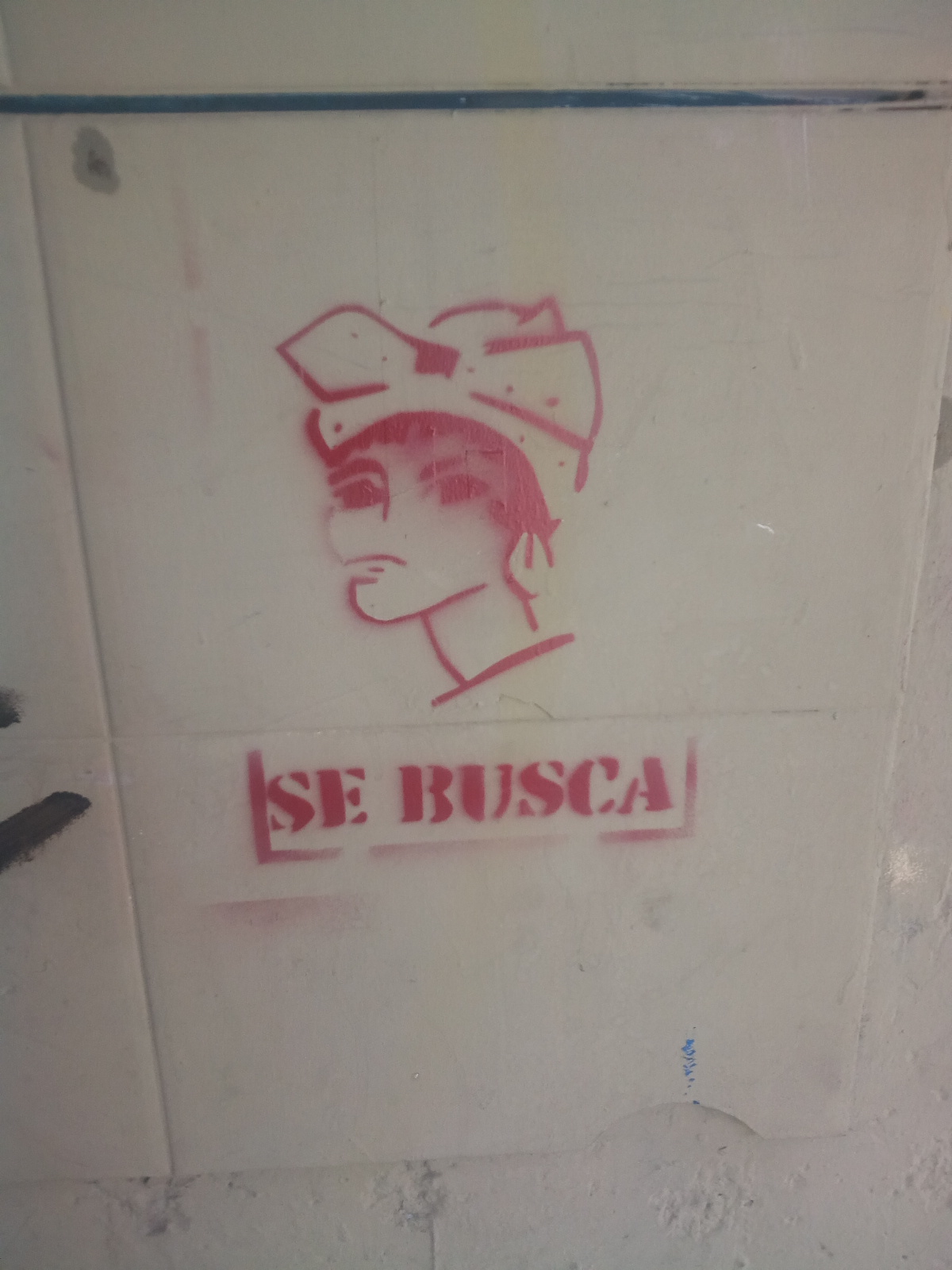
Grafiti de "Se busca" con el logo de Harina P.A.N. durante las protestas de 2017.

Durante el gobierno de Nicolás Maduro, la Harina P.A.N. experimentó, junto a muchos otros alimentos y productos básicos, un alto grado de escasez, que llegó al 25% en 2014, según datos del BCV. Desde el 23 de mayo de 2016, este producto tiene un precio regulado por el gobierno venezolano, expresado en bolívares soberanos.

## Venta de la marca
El 14 de septiembre de 2011, el director por entonces del Servicio Autónomo de Propiedad Intelectual de la República Bolivariana de Venezuela, José Villalba, informó que la marca "Harina P.A.N." fue vendida por Empresas Polar a la corporación canadiense Deutsche Transnational Trustee Corporation Inc. domiciliada en la ciudad de Charlottetown, Isla del Príncipe Eduardo en Canadá. Esta información, según se reseñó en el extranjero, provocó debates en la sociedad venezolana, que llegaron al terreno político. Sin embargo, este cambio ya se había producido en el año 2005.

## Variantes
- Harina P.A.N: Maíz blanco.
- Harina P.A.N: Mezcla extra-suave blanca (maíz blanco y arroz).
- Harina P.A.N: Mezcla para freír
- Harina P.A.N: Mezcla integral.
- Harina P.A.N: Maíz amarillo.[22]
- Harina Mazorca (como opción sin gluten)[23]
- Harina Semilla Nutritivas de maiz integral, con 3% de quinoa, chía y ajonjolí. Lanzado a principio de 2023.[24]